# Enric de França i de Savoia
Enric de França i de Savoia (1121 - 1175), príncep de França, bisbe de Beauvais (1149-1162) i arquebisbe de Reims (1162-1175).

## Orígens familiars
Fill tercer del segon matrimoni entre el rei Lluís VI de França i la seva esposa Adelaida de Savoia, nasqué a la cort francesa el 1121. Per línia paterna era net de Felip I de França i Anna de Kíev, i per línia materna d'Humbert II de Savoia i Gisela de Borgonya. Fou germà petit del príncep Felip de França i del futur rei Lluís VII de França.

## Vida religiosa
Fou destinat de ben jovenet a la vida religiosa. Als tretze anys entrà al seminari i el 1146 es retirà a Claravall per convertir-se en monjo.
El 1149 a la mort d'Eudes, bisbe de Beauvais, Enric de França fou designat bisbe d'aquesta ciutat. Per influència de Bernat de Claravall i del bisbe Pere de Cluny acceptà al càrrec.
En el seu nou càrrec intentà posar pau entre els burgesos i el clergat, però aquest fet comportà que el seu germà gran Lluís VII de França prengués partit pels primers, mentre el seu altre germà Robert I de Dreux ho feu per Enric. El 1151 hagué de mitjançar el Papa Eugeni II per posar solució al conflicte.
El 1162 fou deposat com a Bisbe de Beauvais però per contra fou nomenat Arquebisbe de Reims i organitzà un concili el 1164. En aquest nou càrrec contribuí al desenvolupament econòmic i urbà de la ciutat.